# Rollbombe

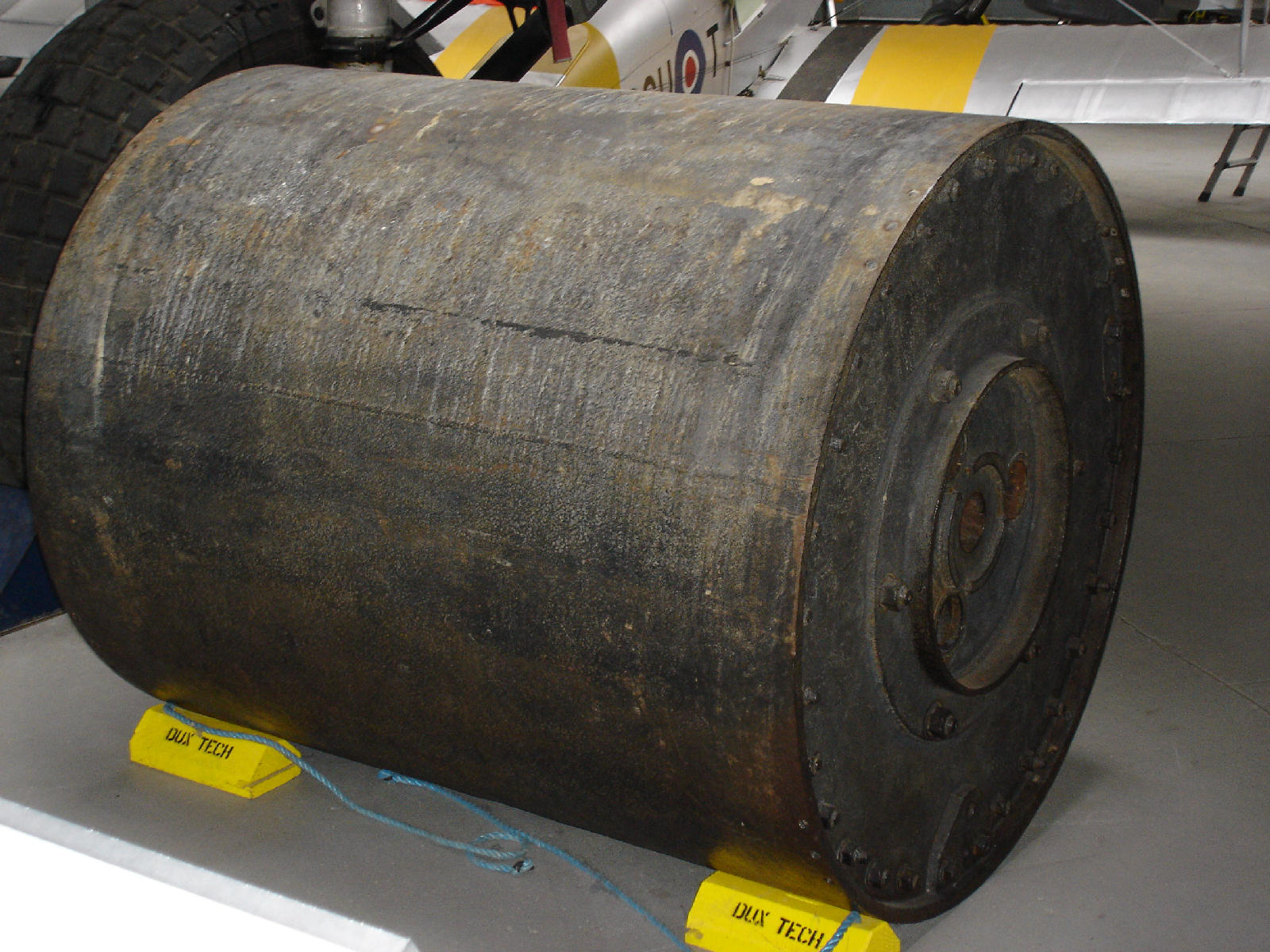
Rollbombe im Imperial War Museum Duxford

Die Rollbombe (oder Rotationsbombe, auch Dr. Wallis Dambuster, eigentlich „Hüpfbombe“, von original bouncing bomb) wurde zuerst im Zweiten Weltkrieg durch das britische RAF Bomber Command eingesetzt, um  Staumauern in Deutschland zu zerstören. Die Waffe wurde von Barnes Wallis unter Beteiligung von William Glanville entwickelt.

## Funktionsweise

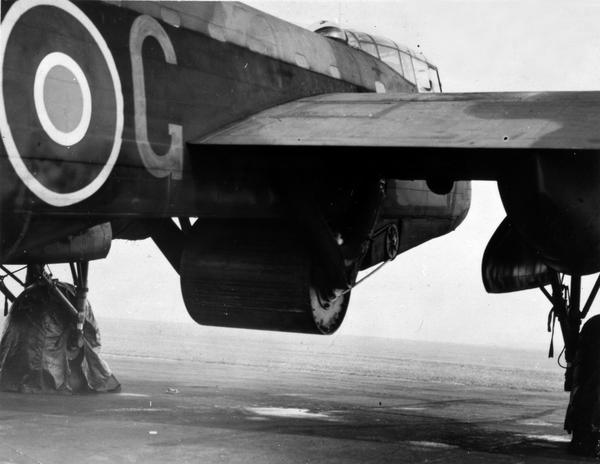
Rollbombe an einer Avro Lancaster

Um die Abwehranlagen an den Talsperren, insbesondere die vor dem Damm im Wasser aufgespannten Torpedoschutznetze zu umgehen und zu zerstören, wurden die speziell für diesen Zweck konstruierten Rollbomben eingesetzt: Nachdem diese Fliegerbomben aus den äußerst tief und schnell (mit bis zu 385 km/h) über den Stauseen in Richtung Talsperre fliegenden Bombern des Typs Lancaster abgeworfen worden waren, erreichten sie die Wasseroberfläche mit einem ihnen zuvor verliehenen Rückwärtsdrall (Rotationsgeschwindigkeit: 500 Umdrehungen pro Minute). Dadurch prallten sie – nach analogen physikalischen Gesetzmäßigkeiten wie beim Steinehüpfen – auf ihrem Weg in Richtung Staumauer mehrere Male auf der Wasseroberfläche ab und überwanden so die Torpedo-Abwehrnetze im Oberwasser. Nachdem sie die Staumauer mit einer geringen Restgeschwindigkeit erreicht hatten, sanken sie im Wasser langsam hinab und detonierten mittels Druckzünder in etwa zehn Metern Tiefe, sodass die Mauern zerstört wurden.

Schematische Darstellung des Abwurfs einer Roll- oder Rotationsbombe zur Zerstörung einer Staumauer

Da die Lancasters die Flughöhe über Wasser nicht messen konnten, wurden sie mit zwei an der Unterseite in bestimmtem Abstand und Winkel zueinander montierten Scheinwerfern ausgestattet. Wenn die sich auf der Wasseroberfläche abzeichnenden Lichtkreise einander berührten und zusammen eine „8“ bildeten, indizierten sie die korrekte Flughöhe für einen Abwurf aus 18 m Höhe. Die Lichtfigur wurde laufend vom Navigator beobachtet, der dem Piloten Korrekturen angab.
Die – oberwasserseitige – Soll-Horizontalentfernung zur Möhnetalsperre wurde durch eine handgehaltene Horizontalwinkel-Visiereinrichtung mit Okularloch und zwei Markierungsstiften ermittelt. Wenn deren horizontaler Abstand sich bei Durchsicht mit dem der zwei Türme der Staumauer deckte, passte die Entfernung zum Abwurf der Bombe.

## Operation Chastise

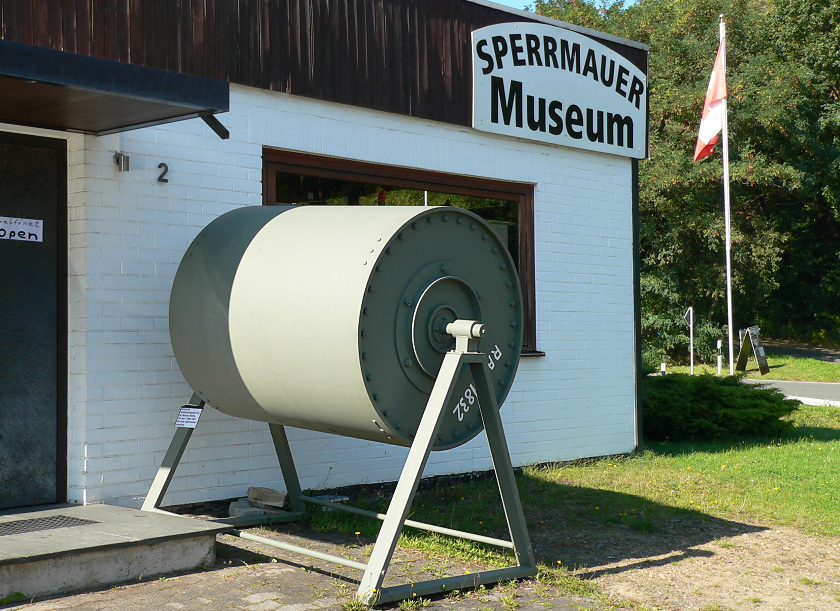
Rotationsbombe am Edersee vor dem Sperrmauermuseum in Hemfurth-Edersee

Unter der Bezeichnung Operation Chastise (englisch für „Züchtigung“) führte die No. 617 Squadron der Royal Air Force in der klaren und mondhellen Nacht vom 16. auf den 17. Mai 1943 den einzigen Angriff des Zweiten Weltkriegs mit Rollbomben auf die Eder-, die Möhne- und die Sorpetalsperre durch. Während die Staudämme der Eder- und der Möhnetalsperre zerstört wurden, blieb der Sorpedamm trotz mindestens einer am Ziel detonierten Rollbombe intakt.

## Andere Modelle
Auf deutscher Seite wurde daraufhin die Rollbombe SB 800 RS „KURT“ entwickelt.